# HMAS Kurumba
HMAS Kurumba (X36) – australijski zbiornikowiec zbudowany na zamówienie rządu Australii, służył w Royal Navy (RN) w latach 1917–1919 i w Royal Australian Navy (RAN) w latach 1919-1948.

## Historia
Okręt został zbudowany na zamówienie rządu australijskiego w stoczni Swan Hunter and Wigham Richardson w Wallsend-on-Tyne. Stępkę pod okręt położono 14 sierpnia 1914, został zwodowany 14 września 1916, prace wykończeniowe zakończono 7 grudnia 1916. Po jego ukończeniu okręt został przejęty przez brytyjską Royal Navy, gdzie służył w latach 1917– 1919 jako HMS „Kurumba”.
11 marca 1919 „Kurumba” został przekazany RAN-owi i udał się w podróż go Australii, do Sydney przybył w lipcu 1919. Przez następne dziewięć lat okręt operował głównie na wodach australijskich, został wycofany do rezerwy 4 czerwca 1928. W latach 20. planowano przebudowę „Kurumby” wraz z węglowcem HMAS „Biloela” na tender wodnosamolotów, do czego jednak nie doszło.
Po wybuchu II wojny światowej „Kurumba” powrócił do służby 4 września 1939. Do połowy 1946 okręt służył głównie w pobliżu Australii, a także na wodach Nowej Gwinei, Holenderskich Indii Wschodnich i Filipin. Od marca 1942 „Kurumba” używany był także przez okręty United States Navy.
„Kurumba” został ponownie wycofany do rezerwy 29 lipca 1946. W 1948 okręt został sprzedany firmie Artemis Maritime Co. Inc. z Panamy i przemianowany na „Angeliki”, w późniejszym czasie nazwa została zmieniona na „Evangelos”. Statek został ostatecznie złomowany w 1966.